# نگنبورن
نگنبورن (به آلمانی: Negenborn) یک شهر در آلمان است که در هولتسمیندن واقع شده‌است. نگنبورن ۷۴۹ نفر جمعیت دارد.